# Bläulich
Bläulich è un singolo del rapper tedesco Apache 207, pubblicato il 3 luglio 2020 come quarto estratto dal primo album in studio Treppenhaus.

## Video musicale
Il video musicale, diretto da NBP Films, è stato reso disponibile il 2 luglio 2020.

## Tracce
Testi e musiche di Marcel Uhde e Melvin Schmitz.
1. Bläulich – 3:16

## Formazione
- Apache 207 – voce
- Juh-Dee – produzione, missaggio
- Young Mesh – produzione, missaggio
- Yunus "Kingsize" Cimen – mastering

## Classifiche

### Classifiche settimanali
| Classifica (2020) | Posizione massima |
| ----------------- | ----------------- |
| Austria           | 1                 |
| Germania          | 1                 |
| Svizzera          | 3                 |

### Classifiche di fine anno
| Classifica (2020) | Posizione |
| ----------------- | --------- |
| Austria           | 21        |
| Germania          | 13        |
| Svizzera          | 40        |